# Mila Bjelik
Emilie (Mila) Bjelik, geb. Stöhr (* 17. April 1914 in Wien; † 16. November 1991 in Würnitz), war eine österreichische Malerin und Grafikerin.

## Leben
Mila Stöhr studierte von 1932 bis 1939 an der Akademie der bildenden Künste Wien, zunächst vier Jahre an der Malerschule und anschließend drei Jahre an der Meisterschule. Sie war eine Schülerin von Hans Larwin und Karl Sterrer. 1937 wurde sie mit dem Meisterschulpreis ausgezeichnet.
1939 heiratete Mila Stöhr den Maler und Kunsterzieher Walter Bjelik (* 1905 Vandans; † 1941 Augsburg), mit dem sie auch künstlerisch zusammenarbeitete. Der Komponist und Schlagzeuger Martin Bjelik (* 1940 Wien) ist ihr gemeinsamer Sohn. Die Familie lebte in Bregenz. Mila Bjelik arbeitete ab 1953 viele Jahre als Kunsterzieherin bzw. Zeichenlehrerin, unter anderem an der Schule im Sacré Coeur Riedenburg.
Mila Bjelik war Mitglied der Berufs-Vereinigung Bildender Künstler Vorarlbergs. Bereits zum Zeitpunkt der Gründung 1947 engagierte sie sich in deren provisorischem Leitungsausschuss. Mit fünf anderen Mitgliedern nahm sie im gleichen Jahr an der Ersten großen österreichischen Kunstausstellung im Künstlerhaus Wien teil. 1949 beschickte sie die vom Land organisierte Vorarlberger Kunstausstellung in Bregenz und wurde mit dem Staatspreis für Graphik ausgezeichnet.
Mila Bjelik wohnte bis 1985 in Bregenz. Sie starb 1991 im Alter von 77 Jahren in dem niederösterreichischen Dorf Würnitz. 1997 fand eine katalogbegleitete Einzelausstellung im Vorarlberger Landesmuseum statt, die der Künstlerin und ihrem Ehemann gewidmet war.

## Werk

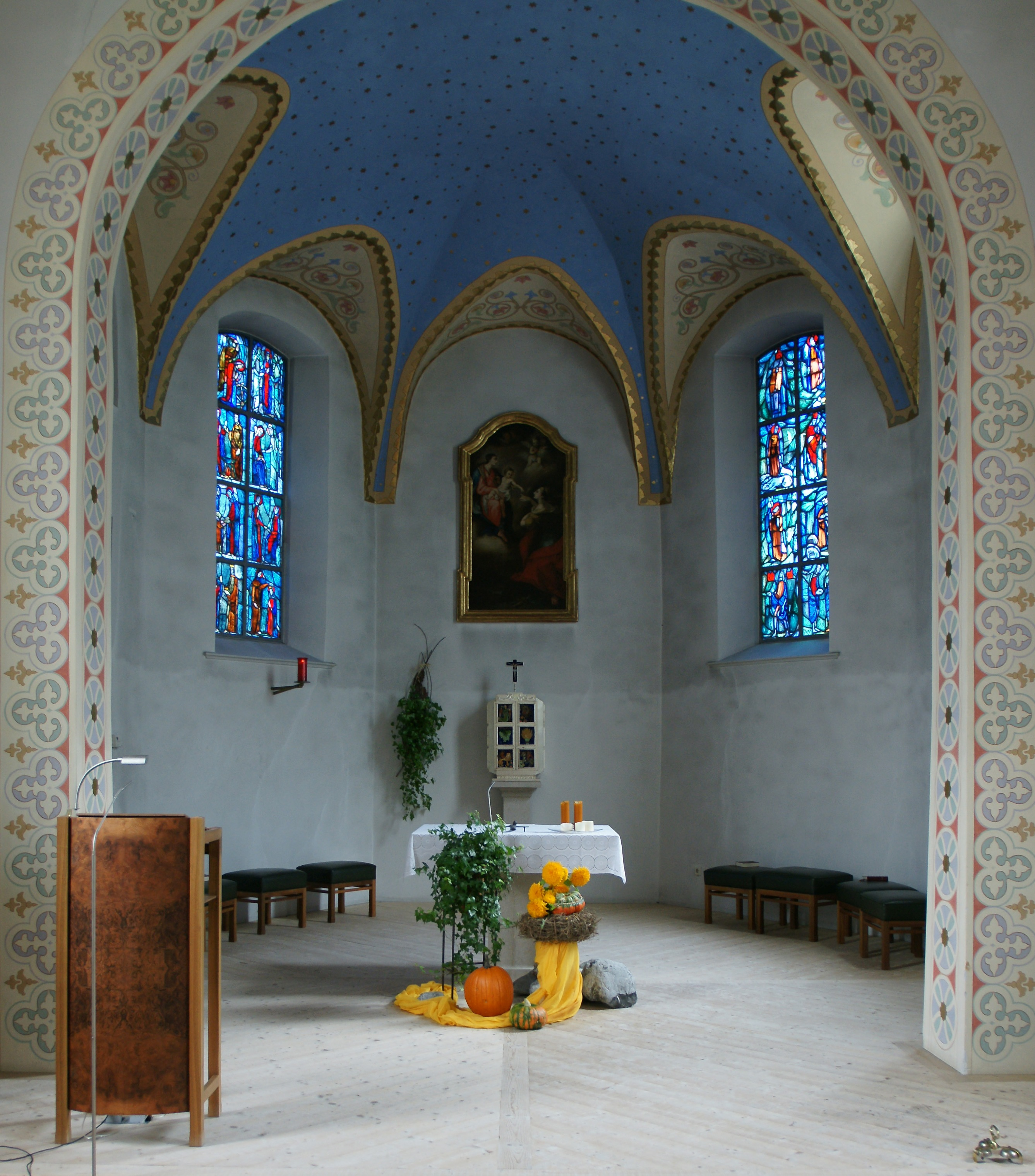
Von Mila Bjelik entworfene Glasfenster im Chor der Kuratienkirche Marul

Als Malerin vertrat Mila Bjelik einen gemäßigten Expressionismus. Mitunter zeigen ihre Arbeiten einen dekorativ-abstrahierenden Charakter. In ihren Aquarellen und Temperabildern stellt sie oft Ausschnitte der Flora (z. B. Waldboden) dar und nähert sich dabei der Natur an, ohne sie zu kopieren.
Zu ihrem Gesamtwerk gehören weiters Entwürfe für einige Glasfenster in Vorarlberger Kirchen. Als Grafikerin schuf sie unter anderem Linolschnitte.
Der zeitgenössische deutsche Kunsthistoriker Hugo Schnell lobte 1949 in seiner Besprechung der Vorarlberger Kunstausstellung eine nebelverhangene Landschaft von Mila Bjelik als „ungemein reizvoll“ und bescheinigte ihr auch im Bereich der Grafik eine „beachtliche Begabung“.
In der Sammlung des vorarlberg museums befinden sich eine Reihe von Werken Mila Bjeliks, viele davon entstanden in Zusammenarbeit mit ihrem Ehemann. Darunter sind einige Frauenporträts, die Mila Bjeliks darstellen oder darstellen könnten. Auch die Artothek des Bundes und das Kupferstichkabinett der Akademie der bildenden Künste Wien halten Werke der Künstlerin.
Werke (Auswahl)
- drei Fensterrosetten, Fassade und Querschiff der Neuen Pfarrkirche Götzis, 1946
- Zinnien, Blumenstück, Wintertag, Bregenzer Bucht, 1947 Ausstellung Künstlerhaus Wien[5]
- Glasgemälde (hl. Katharina, hl. Wendelin, hl. Nikolaus von der Flüe),[8] Chor der Kuratienkirche Marul, 1948, außerdem Emailarbeiten am Tabernakel nach Entwürfen von Mila Bjelik
- Wandbehänge für Fatimakapelle, Langen bei Bregenz, 1951/1952
- Löwenzahn – Palmkätzchen, Aquarell auf Papier, 155 × 200 mm, Artothek des Bundes (erworben 1954)
- Baumgruppe, Aquarell, 35,5 × 47,5 cm, Artothek des Bundes (erworben 1966)
- Landschaft, Aquarell auf Papier, 338 × 238 mm, Artothek des Bundes (erworben 1982)[9]
- Tote Kohlmeise, Aquarell, Kupferstichkabinett ABK Wien[5]
- Figur, Leinwand, 41,5 × 32,5 cm, vorarlberg museum
- Frauenhalbakt, Leinwand, 70 × 43,5 cm, mit Walter Bjelik, vorarlberg museum
- Frauenporträt. Mila Bjelik (vielleicht Selbstporträt), Karton, 72,5 × 51 cm, mit Walter Bjelik, vorarlberg museum
- Kreuzigung, Leinwand, 120 × 80 cm, vorarlberg museum
- Landschaft, Collage/Leder/Hartfaserplatte, 20 × 25 cm, vorarlberg museum
- Landschaft mit Sonnenblumen, Leinwand, 70 × 60 cm, vorarlberg museum
- Männerporträt (vielleicht Walter Bjelik), Öl/Tusche auf Sperrholz, 40,3 × 36,5 cm, mit Walter Bjelik, vorarlberg museum
- Mann in Tracht, Leinwand, 55,5 × 41,5 cm, mit Walter Bjelik, vorarlberg museum
- Porträt Mila Bjelik, Leinwand, 50 × 37 cm, mit Walter Bjelik, vorarlberg museum
- Porträt (vielleicht Selbstporträt Mila Bjelik), Karton, 53,5 × 46 cm, mit Walter Bjelik, vorarlberg museum
- Trachtenträgerin (Rückseite: Stillleben), Karton, 43,7 × 33,3 cm, vorarlberg museum

## Ausstellungen (Auswahl)
- 1947: Erste große österreichische Kunstausstellung, Künstlerhaus Wien
- 1948: Malerei und Graphik aus Tirol, Neue Galerie der Stadt Linz [10]
- 1949: Vorarlberger Kunstausstellung, Bregenz
- 1952: Vereinigung bildender Künstlerinnen Österreichs, Kunsthalle Zedlitzgasse, Wien[11]
- 1997: Mila und Walter Bjelik, Vorarlberger Landesmuseum (mit Katalog)
- 2015: Unverfügbar, Villa Claudia[12]
- 2023: What this awl means, The Lala International Art Collective and Guests, Künstlerhaus Bregenz[13]